# 野口五郎 (実業家)
野口 五郎（のぐち ごろう、1923年（大正12年）4月13日 - 1982年（昭和57年）12月4日）は、日本の実業家である。タカラブネ（現在の不二家神戸）の創業者として知られた。

## 経歴・人物
1948年（昭和23年）に京都で「野口五郎商店」を創業し、和菓子の製造および販売にあたる。1966年（昭和41年）には全国で初の和洋菓子店におけるフランチャイズチェーンシステムを導入したことにより、2年後の1968年（昭和43年）にはタカラブネと改称し株式会社化された。
また同年には同社の社長を務め、1977年（昭和52年）までその職にあたる。社長就任中は饅頭製造機（自動包あん機）の発明者として知られた林虎彦が創業した虎彦製菓に対し、労働争議により同社に勤務する従業員への支払いが不可となったことによって同社に100万円を寄付した。